# Cường quốc vùng
Cường quốc vùng hay Cường quốc khu vực là một cấp độ gần tương đương với Trung cường quốc trong hệ thống phân loại và xếp hạng các Cường quốc trên thế giới ngày nay, dùng để chỉ một quốc gia có chủ quyền có khả năng tạo ra tầm ảnh hưởng trong một khu vực địa lý nhất định, dù chưa thể cho phép vươn xa nhưng trong khu vực địa lý xung quanh mình, đất nước đó vẫn trở nên nổi bật. Khả năng sức mạnh của Cường quốc vùng cũng tương tự như Trung cường quốc - tuy nhiên chưa sánh bằng Đại cường quốc và Siêu cường vốn luôn duy trì ở trên phạm vi toàn cầu.
Cường quốc vùng là khái niệm dùng để chỉ phạm vi không gian địa lý của sức mạnh cùng tầm ảnh hưởng, không phải là khái niệm đo đạc mức độ giữa các cường quốc. Nhưng do phạm vi hạn hẹp về không gian địa lý nên Cường quốc vùng thường tương ứng với khái niệm Cường quốc tầm trung.
Đặc biệt, các Đại cường quốc (như Anh, Đức, Pháp, Ý, Tây Ban Nha, Trung Quốc, Nhật Bản, Canada,...) và Siêu cường quốc (Hoa Kỳ) cũng được coi là một Cường quốc vùng bởi vì trong khu vực địa lý của mình, họ là những nước hùng mạnh cũng như có sức ảnh hưởng hơn hẳn phần còn lại.

## Đặc điểm
Hiệp hội nghiên cứu chính trị Châu Âu (European Consortium for Political Research (ECPR)) xác định một cường quốc khu vực là: "Một nhà nước thuộc về một khu vực địa lý xác định, thống trị khu vực này về kinh tế và quân sự, có khả năng thực hiện bá quyền ảnh hưởng trong khu vực và ảnh hưởng đáng kể trên phạm vi thế giới, sẵn sàng thực hiện sử dụng tài nguyên năng lượng và được công nhận hoặc thậm chí được các nước láng giềng chấp nhận làm lãnh đạo khu vực ". Viện nghiên cứu toàn cầu và khu vực của Đức (German Institute of Global and Area Studies) phân tích về cường quốc vùng với các đặc điểm sau:
- Hình thành một phần của một khu vực có thể xác định được với bản sắc riêng của nó
- Tuyên bố là một quyền lực khu vực
- Gây ảnh hưởng quyết định đến phần mở rộng địa lý của khu vực cũng như trong quá trình xây dựng ý thức hệ của nó
- Đạt tương đối cao về quân sự, kinh tế, nhân khẩu học, chính trị và tư tưởng
- Hội nhập tốt vào khu vực
- Xác định chương trình an ninh khu vực ở mức độ cao
- Được đánh giá là cường quốc khu vực bởi các nước khác trong khu vực
- Được liên kết tốt với khu vực và toàn cầu

## Danh sách cường quốc vùng

### Châu Phi

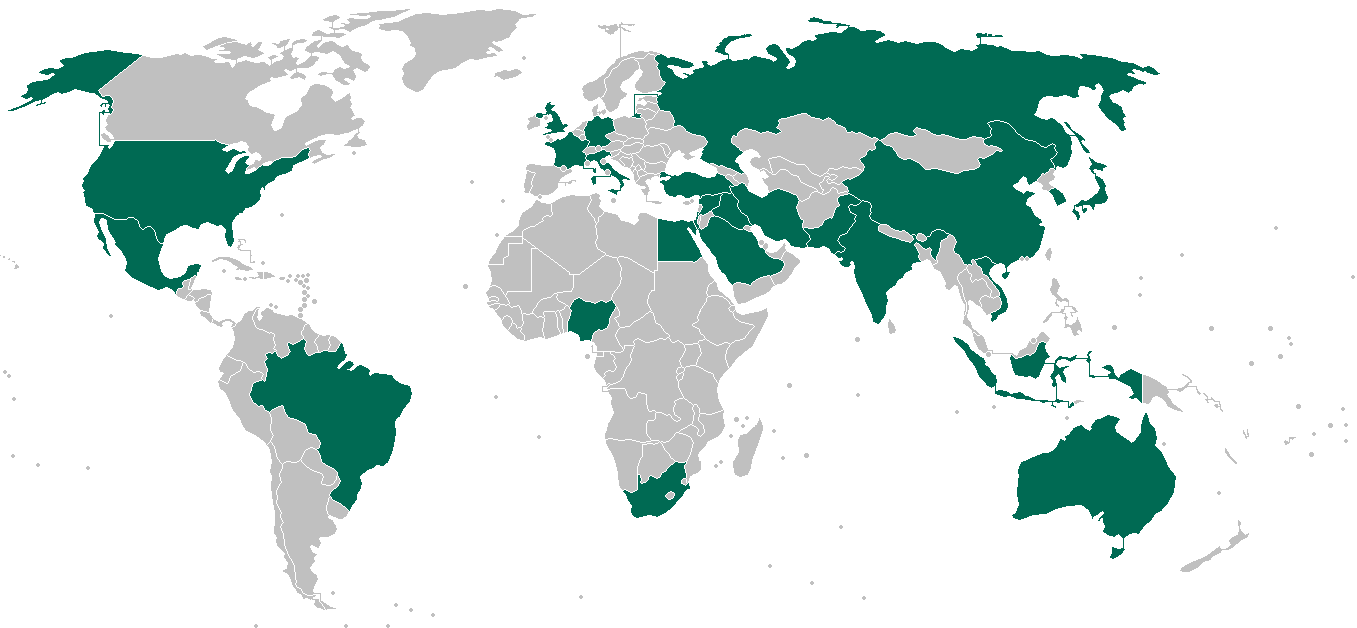
Các cường quốc khu vực trên thế giới.

- Nigeria[3][4]
- Nam Phi[G20][BRICS][5][6][7]

### Bắc Mỹ
- Hoa Kỳ[GP][G7][G20][8]
- Canada

### Trung và Nam Mỹ
- Argentina [G20][9][10][11][12][13][14][15]
- Brasil[BRICS][G20][16][17][18][19][20]
- México[G20][21][22][23][24]

### Châu Á

#### Đông Á
- Trung Quốc[GP][BRICS][G20][25][26][27][28][29][30]
- Nhật Bản[GP][G7][G20][30][31]
- Hàn Quốc[G20][OECD][DAC][32]

#### Nam Á
- Ấn Độ[BRICS][G20][5][33][34][35][36]

#### Đông Nam Á
- Indonesia[G20][N-11][CIVETS][D-8][G-15][37][38]
- Việt Nam[G20][N11][38]

#### Tây Á
- Iran[N11][5][33][39]
- Israel[40][41][42]
- Ả Rập Xê Út [G20][5][33][43][44]

### Châu Âu
- Pháp[GP][G7][G20]www.aims.ca Lưu trữ ngày 21 tháng 7 năm 2006 tại Wayback Machine Lưu trữ ngày 21 tháng 7 năm 2006 tại Wayback Machine[45][46]
- Đức[GP][G7][G20][37][45][47]
- Ý[GP][G7][G20][48][49][50][51]
- Anh Quốc[GP][G7][G20][10][14][52]

### Châu Đại Dương
- Úc[G20][53][54]

### Cường quốc xuyên lục địa
- Nga[GP][BRICS][G20][30][45][55]
- Thổ Nhĩ Kỳ[G20][56][57][58][59][60][61]

## Sách (tiếng Anh)
- Buzan, Barry; Wæver, Ole (2003), Regions and Powers: The Structure of International Security, Cambridge: Cambridge University Press, tr. 55, ISBN 0-521-89111-6
- Godehardt, Nadine; Nabers, Dirk, biên tập (2011), Regional Orders and Regional Powers, Routledge, tr. 193–208, ISBN 978-1-136-71891-5
- Stewart-Ingersoll, Robert; Frazier, Derrick (2012), Regional Powers and Security Orders: A Theoretical Framework, Routledge, ISBN 978-0-415-56919-4